# Route nationale 1 (Francia)
La route nationale 1 (RN 1 o N 1) è una strada nazionale lunga 347 km che parte da Parigi e termina alla frontiera belga dopo Dunkerque.

## Percorso
Comincia  a Porte de la Chapelle nella capitale francese ed entra immediatamente a Saint-Denis, seguendo il percorso dell’antica Estrée. Continua quindi verso nord: da Sarcelles ad Attainville è stata declassata a strada dipartimentale n. 301 (D301). Da Presles a L'Isle-Adam è invece stata sostituita dall’autostrada A16, per poi essere di nuovo denominata D301 e, da Chambly (Alta Francia, ex Piccardia), assume il nome di D1001. Giunge a Beauvais e ad Amiens, città dove torna a chiamarsi N1, alternativamente con D1. Prima degli anni settanta, invece, andava direttamente da Beauvais ad Abbeville passando per Grandvilliers ed Airaines: questo percorso è stato declassato a D901.
Ad Argœuves la strada diviene ancora D1001 e prosegue in direzione nord-ovest, parallelamente alla Somme. Attraversa Abbeville, si dirige verso nord e, al confine con l’ex regione Nord-Passo di Calais, cambia denominazione in D901. Viaggiando lungo la costa, aggira Boulogne-sur-Mer. Il tratto da Boulogne a Calais è oggi coperto dalla A16, città dove inizialmente la N1 aveva fine. Negli anni settanta, invece, la vecchia N40 che conduceva da Calais a Dunkerque e al Belgio è stata rimpiazzata dalla N1, la quale a sua volta è stata declassata a D601 da Gravelines fino al confine.